# دنیس برنت
دنیس برنت (انگلیسی: Dennis Burnett؛ زادهٔ ۲۷ سپتامبر ۱۹۴۴) بازیکن فوتبال اهل بریتانیا است.
از باشگاه‌هایی که در آن بازی کرده‌است می‌توان به باشگاه فوتبال هال سیتی، باشگاه فوتبال میلوال، باشگاه فوتبال وستهام یونایتد، باشگاه فوتبال برایتون اند هوو آلبیون، و باشگاه فوتبال شامروک روورز اشاره کرد.